# یولیان شرنر
یولیان شرنر (به آلمانی: Julian Scherner) (زاده ۲۳ سپتامبر ۱۸۹۵، مرگ ۲۸ آوریل ۱۹۴۵) یک نظامی آلمانی در دوره رایش سوم و رهبر اس‌اس و پلیس در کراکوف بود.
وی در باگامویو در آفریقای خاوری آلمان زاده شد.از ۱۹۰۵ تا ۱۹۱۴ در مدرسه افسری ارتش درس خواند.در ۱۹۱۴ به ارتش پیوست و در جنگ جهانی اول جنگید.در ۱۹۲۰ از ارتش مرخص شد و در ۱۹۲۳ در کودتای مونیخ حضور داشت.در ۱۹۳۲ به حزب نازی و اس‌اس پیوست.در ۱۹۳۷ رئیس مدرسه افسران اس‌اس در داخاو شد.وی در مقام فرمانده پادگان اس‌اس در پراگ از ژانویه ۱۹۴۰ تا سپتامبر ۱۹۴۱ بر ساخت یک محل برای آموزش اعضای وافن اس‌اس در بنشوف نظارت می‌کرد.
وی در ۴ اوت ۱۹۴۱ رهبر اس‌اس و پلیس در کراکوف شد.وی در آن زمان بسیاری را به اردوگاه مرگ بلزک فرستاد و کشتارهایی در شهر تارنوف صورت داد.هم‌چنین وی ساکنان گتو کراکوف را به اردوگاه مرگ آشویتس فرستاد.
وی در مقام رهبر اس‌اس و پلیس مناطق بسیاری را تحت کنترل خود داشت، از اعضای رده بالای حزب بود و مستقیماً به معاون هاینریش هیملر گزارش می‌داد.وی همانند آمون گوت به مصادره کالاهای اردوگاه کار اجباری کراکوف-پلاشوف بسیار علاقه داشت.بنابراین در آوریل ۱۹۴۴ به داخاو منتقل شد و در ۱۶ اکتبر همان سال در دادگاه اداره اصلی اس‌اس حضور یافت.سپس از درجه اس‌اس-اوبرفورر به درجه اس‌اس-هاوپت‌اشتورمفورر تنزل رتبه پیدا کرد و به لشکر ۳۶ام نارنجک‌انداز وافن اس‌اس به فرماندهی اسکار دیرلوانگر فرستاده شد.
جسد وی کمی پیش از پایان جنگ جهانی دوم در نزدیکی نیپوومیتسه در لهستان پیدا شد.علت مرگ وی مشخص نیست.